# LAT
LAT (z anglického linker for activation of T cells) je adaptorový protein zapojený do časné aktivace a vývoje T-lymfocytů. Je exprimován T-lymfocyty, NK buňkami, žírnými buňkami i megakaryocyty . Lidský LAT protein je kódovaný stejnojmenným genem LAT na chromosomu 16. Vlivem alternativního sestřihu dochází ke vzniku několika transkripčních variant kódujících LAT izoformy .

## Funkce

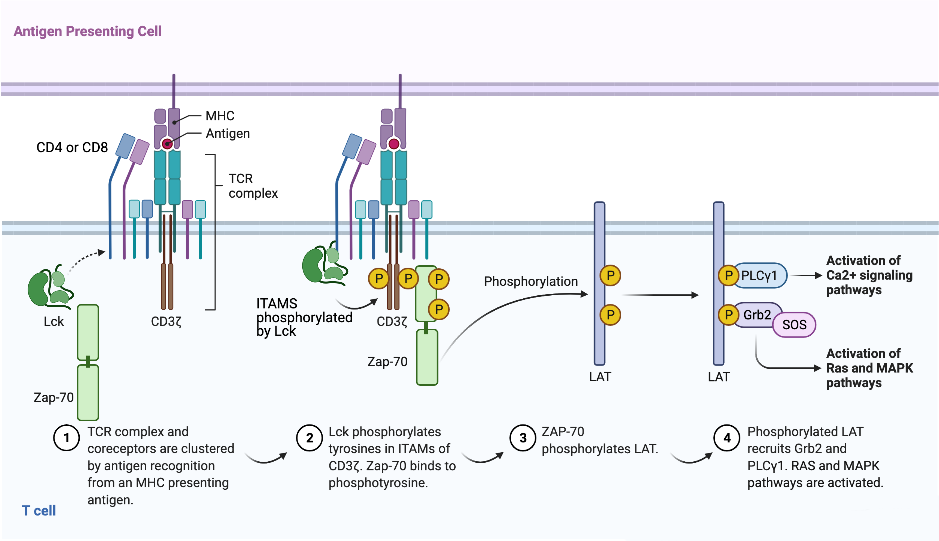
Počátek signalizační kaskády T lymfocytů

Protein LAT integruje signály receptorů účastnících se adaptivní imunitní odpovědi proti patogenům. Jsou-li tyrosinové zbytky LAT fosforylované, je umožněna vazba dalších proteinů obsahujících SH2 domény. Funkce LAT spočívá v přemostění a přiblížení molekul účastnících se signálních kaskád . Aktivace T-buněčného receptoru zahajuje signální kaskádu, kde je LAT fosforylován kinázou ZAP-70 z rodiny Syk. Na fosforylovaný LAT se vážou adaptorové proteiny z rodiny Grb2 a další molekuly se následně účastní signální kaskády, která vyústí v genovou expresi, změny organizace cytoskeletu i produkci druhých poslů. Vazba adhezivní molekuly CD58 a kostimulačního receptoru CD2 vede k fosforylaci a shlukování LAT. Molekuly CD5, CD9 a CD28 podporují fosforylaci LAT, mechanismus ale bohužel není znám . V brzlíku se LAT podílí na procesu pozitivní selekce, ztráta LAT má za následek zastavení vývoje T-lymfocytů. V periferních tkáních má LAT protein funkci pozitivního regulátoru T-buněčné aktivace, především se účastní rané fáze aktivace T-lymfocytů, dále tvorby imunologické synapse a organizace cytoskeletu .

## Struktura
LAT je protein o molekulové hmotnosti 36-38 kDa . Lidský LAT se skládá z 233 aminokyselin, myší z 242 aminokyselin a krysí z 241 aminokyselin. LAT je transmembránový protein typu III a sestává z krátké extracelulární části, transmembránové části a dlouhé intracelulární části. Extracelulární část se skládá ze 4 aminokyselin. Transmembránová část prochází buněčnou membránou jedenkrát. Intracelulární část obsahuje 10 tyrosinových zbytků, z nichž je 9 evolučně konzervovaných mezi člověkem, myší i krysou. Význam pro normální signalizaci a funkci T-lymfocytů mají fosforylace tyrosinů 132, 171, 191 a 226 lidského LAT proteinu . Intracelulární část obsahuje také 2 konzervované cysteinové zbytky mezi člověkem, myší i krysou. U člověka dochází k posttranslační palmitoylaci Cys26 a Cys29 .

## Signalizace
Signální kaskáda je zahájena T-buněčným receptorem, aktivovaný vazbou antigenního peptidu v komplexu s MHC glykoproteinem. Následně jsou aktivovány Lck a Fyn, protein-tyrosin kinázy z rodiny Src. Aktivovaná Lck fosforyluje ITAM motivy nacházející se v intracelulárních částech T- buněčného receptoru. Na fosforylované sekvence ITAM se váže ZAP-70, která se tímto aktivuje . Aktivovaná ZAP-70 kináza fosforyluje adaptorový protein LAT, u člověka konkrétně tyrosiny 171, 191, a 226. Na fosforylované tyrosiny 171, 191, a 226 proteinu LAT se dále vážou adaptorové proteiny z rodiny Grb2. Na fosforylovaný tyrosin 132 se váže fosfolipáza C gama (PLC-γ), to zapříčiní její aktivaci a přiblížení k jejímu substrátu PIP2. Na fosforylované tyrosiny 171 a 191 se váže adaptorový protein Gads. Na SH3 domény Grb2 a Gads se váže adaptorový protein SLP-76, který do signalizace zapojuje další molekuly . LAT a SLP-76 tvoří nosnou konstrukci supramolekulárních komplexů sdružujících adaptorové proteiny a enzymy v rámci signální kaskády vedoucí k aktivaci T-lymfocytu .

## LAT Defekty
Mutace asociovaná se ztrátou proteinu LAT byla studována u 5 příbuzných pacientů s těžkou kombinovanou imunodeficiencí. Pacienti trpěli v dětství častými infekcemi. Byly u nich naměřeny extrémně malá množství T-lymfocytů, ale normální množství B-lymfocytů a NK buněk . Další studie zahrnovala 3 sourozence s mutací vedoucí k tvorbě defektního proteinu postrádající 4 tyrosinové zbytky důležité pro signalizaci. Pacienti trpěli v dětství častými infekcemi zahrnující cytomegalovirové infekce i pneumonie. Byly u nich zaznamenány zvýšené počty Th2 buněk a γδ T buněk, ale snížené počty nezkušených CD4 a CD8 lymfocytů .